# Leica Noctilux-M 50mm f/0.95 ASPH

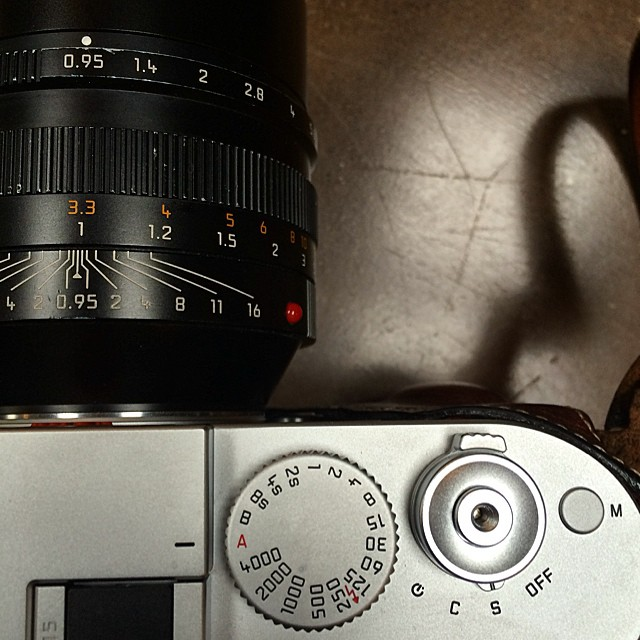
Obiektyw zamontowany w aparacie

Układ soczewek w obiektywie

Leica Noctilux-M 50mm f/0.95 ASPH – obiektyw stałoogniskowy firmy Leica. Minimalna liczba przysłony wynosi f/0,95 - przy maksymalnym otwarciu przysłony średnica otworu obiektywu jest większa od jego ogniskowej.  Obiektyw ten ma większą zdolność zbierania światła od ludzkiego oka i pozwala na wykonywanie zdjęć przy bardzo niskim poziomie światła bez potrzeby zwiększania czułości filmu lub sensora w aparacie.  Tak szerokie otwarcie przesłony pozwala także na uzyskanie bardzo małej głębi ostrości, np. fotografując obiekt odległy o 1 metr głębia ostrości wynosi mniej niż 2 cm.
Jest to najjaśniejszy produkowany obecnie obiektyw i jeden z najjaśniejszych seryjnie produkowanych w historii, tak samo jasny był jedynie produkowany latach sześćdziesiątych obiektyw Canon 50mm f/0.95.